# Hanumanthagiri, Koratagere
Hanumanthagiri là một làng thuộc tehsil Koratagere, huyện Tumkur, bang Karnataka, Ấn Độ.